# Amalia del Pilar von Spanien

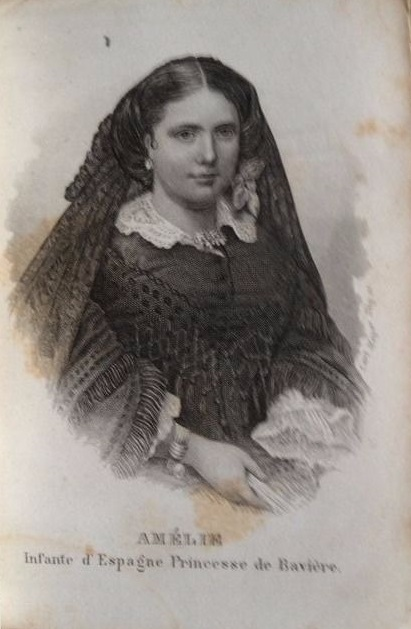
Amalia del Pilar von Spanien

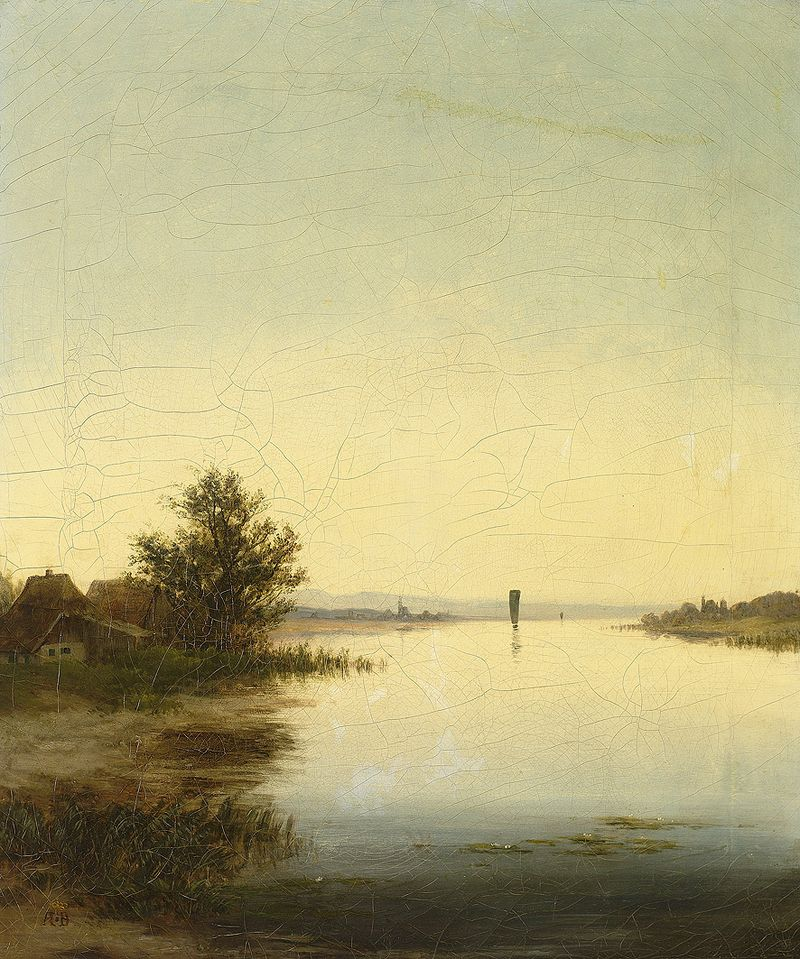
Amalia del Pilar de Borbón: Abendliche Chiemseelandschaft

Amalia Filipina del Pilar de Borbón, vollständiger Name Amalia Filipina del Pilar Blasa Bonisa Vita Rita Lutgarda Romana Judas Tadea Alberta Josefa Ana Joaquina Los Doce Apostólicos Bonifacia Domenica Bibiana Verónica (* 12. Oktober 1834 in Madrid; † 27. August 1905 in München) war eine Infantin von Spanien.

## Leben
Amalia wurde als Tochter des Herzogs Franz Paul de Borbón, de Cádiz und der Prinzessin Luisa Carlota von Neapel-Sizilien geboren.
Am 25. August 1856 vermählte sie sich mit Prinz Adalbert Wilhelm von Bayern, Sohn von König Ludwig I. von Bayern und dessen Gattin, Prinzessin Therese von Sachsen-Hildburghausen, in Madrid.

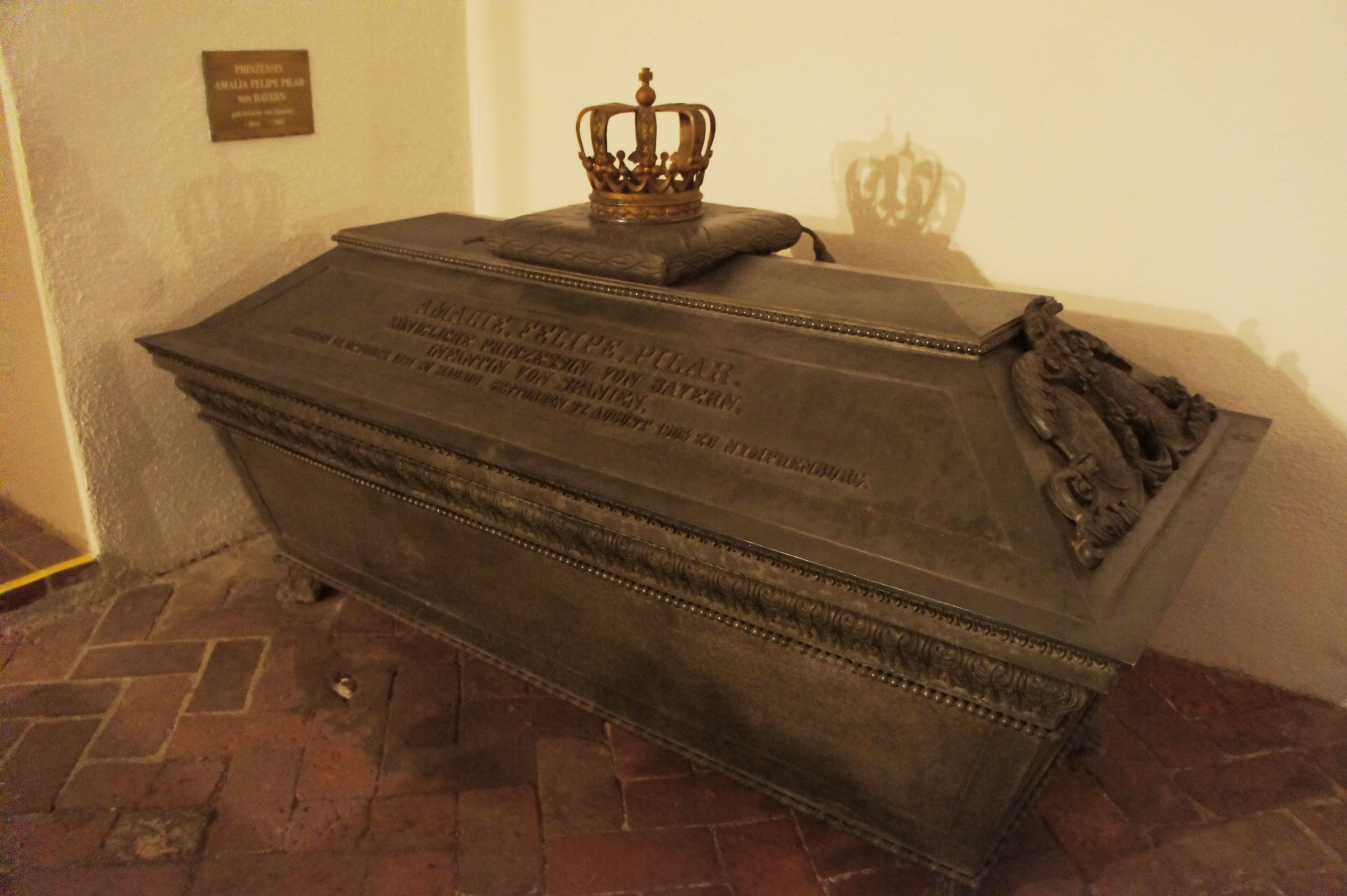
Sarkophag von Amalia del Pilar in der Wittelsbachergruft von St. Michael in München

Amalia starb mit 70 Jahren. Sie liegt begraben in St. Michael in München.

## Nachkommen
- Ludwig Ferdinand von Bayern (1859–1949) ⚭ María de la Paz von Spanien
- Alfons von Bayern (1862–1933) ⚭ Louise Victoire d´Orléans, Tochter von Ferdinand d’Orléans, duc d’Alençon
- Isabella von Bayern (1863–1924) ⚭ Thomas von Savoyen, Graf von Genua
- Elvira von Bayern (1868–1943) ⚭ Rudolf von Wrbna-Kaunitz-Rietberg-Questenberg und Freudenthal
- Clara von Bayern (1874–1941)

## Auszeichnungen
- 1834 Königlicher Marien-Louisen-Orden[2]
- 1857 St. Elisabethenorden
- Theresienorden